# Nathan Söderblom
(Nathan Söderblom)
Nathan Söderblom (nome completo Lars Olof Jonathan Söderblom; Trönö, 15 gennaio 1866 – Uppsala, 12 luglio 1931) è stato un arcivescovo luterano, teologo e storico delle religioni svedese, arcivescovo di Uppsala della Chiesa di Svezia e vincitore del premio Nobel per la pace nel 1930.

## La vita
Söderblom nacque nel villaggio di Trönö, (comune di Söderhamn, nella contea di Gävleborg). Suo padre era un pastore luterano ed un fervente cristiano.
Si iscrisse ai corsi di filosofia dell'Università di Uppsala nel 1883.
Ordinato pastore nel 1893, si trasferì in Francia dove seguì la parrocchia svedese di Parigi ricoprendo anche l'incarico di cappellano dei marinai svedesi di Dunkerque e di Calais.
Nel 1901 ottenne la laurea alla Sorbona venendo nominato, nello stesso anno, professore di Storia delle religioni e di Psicologia religiosa alla Facoltà di teologia di Uppsala.
Nel 1912 avviò i primi corsi di Scienza delle religioni (Religionswissenschaft) all'Università di Uppsala.
Nel 1914 fu nominato arcivescovo di Uppsala, mantenendo, tuttavia, i suoi corsi universitari.
Fu a capo del movimento cristiano "Pace e Lavoro" negli anni venti e questo lo portò ad essere riconosciuto come uno dei principali fondatori del movimento ecumenico.

## Il pensiero
Sostenitore della concezione religiosa del filosofo Friedrich Schleiermacher, Nathan Söderblom si interessò alla fenomenologia, insistendo sul sacro come luogo di studio comparato dei fenomeni religiosi. Sì concentrò quindi sul concetto di sacro come luogo essenziale (Hauptbegriff) di ogni Religione vedendovi la manifestazione di Dio.
Nel 1900 avviò con Rudolf Otto una ricerca comune sull'origine della idea di divinità e, sempre orientandosi sull'idea del sacro, utilizzò anche la concezione di mana propria della scuola fondata da Émile Durkheim, privandola tuttavia della dimensione impersonale e attribuendole la forza del sacro, luogo naturale della divinità nelle religioni più arcaiche.
L'opera di Nathan Söderblom è tesa a dimostrare, per mezzo della Scienza delle religioni e dell'analisi comparata dei fenomeni religiosi e del sacro, l'esistenza del Dio vivente.

## Opere
- Il sacro, Brescia, La Morcelliana, 2019 (traduzione e cura di Francesco Della Costa).
- Les Fravaschis, Paris 1899.
- Natürliche Theologie und allgeimene Religionsgeschichte, Stockholm 1913.
- Den levende Guden (Dieu vivant dans l'historie, Paris 1937).

## Genealogia episcopale
La genealogia episcopale è:
- Vescovo Gottfrid Billing
- Arcivescovo Nathan Söderblom